# Thomas Egerton (1er comte de Wilton)
Thomas Grey Egerton, 1er comte de Wilton (14 août 1749 – 23 septembre 1814), connu comme Thomas Grey Egerton, baronnet de 1766 à 1784, est un homme politique britannique qui siège à la Chambre des communes de 1772 à 1784, quand il est élevé à la pairie comme baron Grey de Wilton. 

## Biographie
Il est le fils de Thomas Grey Egerton, 6e baronnet et sa femme Catherine Copley, fille de John Copley de Batley, dans le Yorkshire. Il fait ses études à Westminster School en 1764. En 1766, il succède à son père comme baronnet. Il épouse Eleanor Assheton, la plus jeune fille de Ralph Assheton, 3e baronnet, de Middleton (d. 1765) le 12 septembre 1769.
Il est élu à l'unanimité comme député pour le Lancashire, lors d'une élection partielle, le 4 février 1772. Il est réélu sans opposition en 1774 et 1780. En 1778, il lève un régiment d'infanterie à Manchester pour servir dans la Guerre Américaine. Il s'exprime au Parlement sur des questions relatives au Lancashire, et à son commerce ou de l'industrie en particulier. Il ne se représente pas en 1784.
Le 15 mai 1784, il est élevé à la baronnie Grey de Wilton, du château de Wilton dans le comté de Hereford. Le 26 juin 1801, il est vicomte Grey de Wilton et comte de Wilton, avec comme successeur sa fille Eleanor, épouse de Robert Grosvenor, 1er marquis de Westminster.
Il est répertorié comme l'un des actionnaires du Canal Manchester-Bolton et Bury de navigation en 1791.
Il est décédé le 23 septembre 1814, âgé de 65 ans. Il n'a pas d'héritier masculin, donc le titre de baron Grey de Wilton s'éteint, tandis que le titre de baronnet passe à un lointain parent, John Grey Egerton, 8e baronnet. Il est remplacé dans la vicomté et de le comté par son petit-fils Thomas Grosvenor Egerton. 
Il a une fille, Eleanor, qui, le 28 avril 1794 épouse Robert Grosvenor, d'abord vicomte Belgrave puis en 1802 2e comte Grosvenor, et, en 1831, 1er marquis de Westminster.